# Směnka

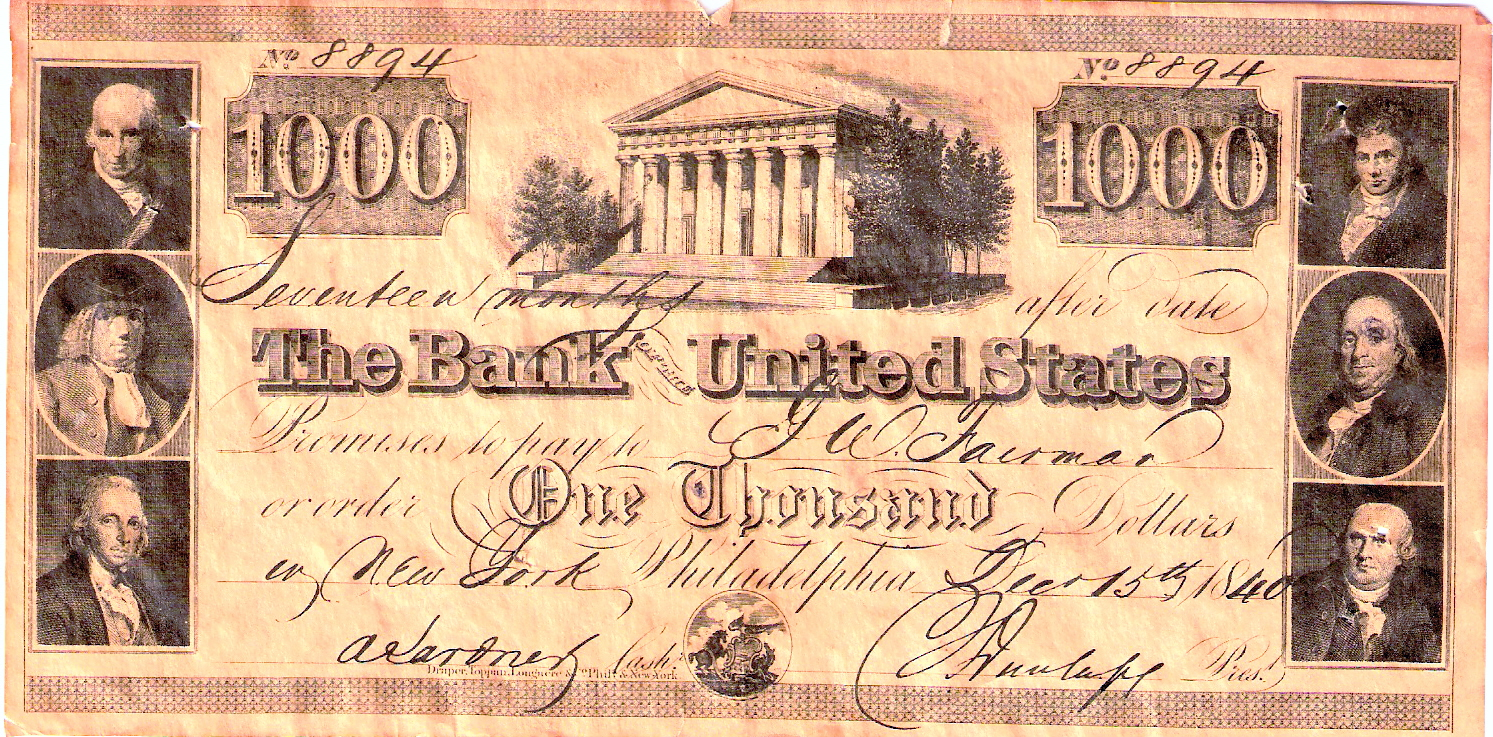
Předtištěná americká směnka na 1000 USD z roku 1840

Směnka je cenný papír vydaný buď ve formě na řad, nebo na jméno. Směnka je řazena mezi tzv. abstraktní cenné papíry, ke svému vzniku tedy nepotřebuje právní důvod (kauzu), obstojí sama o sobě. Toto je možné smluvně ošetřit (i ústně), na dlužníkovi pak ale zůstává důkazní břemeno prokázání důvodu vzniku směnečného závazku. Směnka bývá také označována jako dokonalý cenný papír (=skriputa): To proto, že veškerá práva plynoucí ze směnky jsou zachycena v tomto cenném papíru.
Zákon stanoví náležitosti směnky v zákoně směnečném a šekovém (zákon č. 191/1950 Sb.), přičemž jejich absence má za následek neplatnost směnky.

## Historie
Přesná doba vzniku směnek je pouze odhadovaná. Nelze totiž určit, kterým listinám již můžeme přiznat vlastnosti dnešních směnek a kterým ještě ne. Všechny novodobé civilizace používají listiny, které ukládají jedné osobě uhradit přesně stanovený obnos jiné. Není však příliš jasné, které z nich umožňovaly převést práva na jinou osobu. Proto je za směnky nelze označit.
Listiny, které ukládají dlužníkovi uhradit určitou částku věřiteli nebo osobě, kterou věřitel určí, se objevily až počátkem 12. století v severoitalských městech, především v Benátkách. Jejich vznik byl motivován živým obchodním ruchem, který zahrnoval i obchod mezi italskými a dalšími evropskými městy. Obchod obvykle komplikovala různorodost měn v cizích zemích. Obchodník proto musel často svou měnu měnit za cizí. Komplikace nastávaly i kvůli zákazu vyvážet měny, a nakonec kvůli tomu, že obchodník byl nucený s sebou vozit velkou sumu peněz, riskoval tedy přepadení. Proto se staly směnky vhodným nástrojem k placení. Odpadl s nimi problém se směnou za cizí měnu i riziko přepadení. Ačkoliv nebyly konkrétní náležitosti listiny zpočátku nijak předepsány, byly tehdejší směnky (cambium) velmi podobné dnešním.
Pro účely obchodu nejprve vznikla „směnka vlastní“. Obsahovala písemný příslib vystavovatele zaplatit jejímu majiteli určitou sumu peněz. Tyto směnky tehdy plnily nejčastěji funkci dnešních cestovních šeků, tedy zprostředkovávaly platby na vzdálená místa.
Aby se předešlo zneužívání směnek, bylo nutné je zabezpečit. Směnky tedy začali vystavovat zvláštní bankéři, tzv. kampsoři (bancherii campsores). Licenci k tomu jim uděloval panovník, městská správa nebo jiná státní moc. Kdo chtěl zprostředkovat platbu nebo převod peněz, složil u kampsora příslušnou částku, a ten mu oproti ní vystavil listinu, zavazující kampsora tuto sumu zaplatit v místě budoucí platby. Tuto platbu provedl kampsor sám, nebo některý z jeho obchodních partnerů v místě. Tak vznikla „směnka cizí“, která obsahovala platební příkaz.
Takové směnky se označovaly jako vydané nebo tažené, od toho dnešní název cizí směnky, trata. Podstatou tažených směnek je tedy poukázka, asignace (převod). Vystavovatel již neslibuje platbu sám zaplatit, ale přikazuje to třetí osobě.
Stejně jako u vlastní směnky ani u směnky cizí neznáme přesnou dobu vzniku a můžeme ji jen odhadovat. Obvykle se uvádí první polovina 14. století. Tehdy si již kampsoři vybudovali rozsáhlou sít obchodních partnerů, kteří propláceli směnky vydané jinými bankéři. Svoje vzájemné pohledávky potom vyrovnávali formou zvláštních zápočtů na směnečných trzích. Pro hladkou realizaci transakcí začali bankéři ke směnce vydávat zvláštní doprovodný list, v němž vyzývali svého partnera v platebním místě, aby obnos slíbený ve vlastní směnce vyplatil věřiteli nebo osobě určené rubopisem. Dopis byl zpočátku jen osobní neformální dopis s doplňujícími údaji, které lépe specifikovaly závazek a osobu se směnkou, a pouze doplňoval směnku. Postupně ale zatlačil směnku do pozadí, až bylo od samostatné směnky zcela upuštěno. Postačil již pouhý dopis – platební příkaz adresovaný kampsorovu obchodnímu partnerovi (tzv. trasátovi) – a tímto odpadla nutnost vystavení původní vlastní směnky. Směnky cizí tehdy zcela vytlačily směnky vlastní.
V 17. století byl založen i institut tzv. indosamentu, který sloužil k převodu směnek a který z nich vytvořil cenné papíry určené k oběhu, tzv. cenný papír cirkulační. Prvním směnečným řádem, který počítal s indosací směnky (převodem směnek), byl neapolský Pragmatica III z roku 1607. Začala se objevovat také odpovědnost indosanta a později také možnost převádět směnku několika indosamenty. V 18. století na to navazoval vznik celosvětového obchodního trhu. Směnka se rozšířila do všech koutů světa jako jeden z nejbezpečnějších platebních prostředků. Na závěr stojí za to uvést, že zejména směnka vlastní se podílela také na vzniku a vývoji papírových peněz. Díky své spolehlivosti byly některé vlastní směnky používány jako platební prostředek na úkor reálných peněz, představovaných mincovní soustavou z drahých kovů.
Dalším zajímavým případem směnky jsou anglické tally sticks, tzv. záznamové destičky se zářezy označujícími sumu. Destička se rozlomila na dvě poloviny, jednu část získal věřitel, druhou dlužník. Jméno věřitele se zapisovalo přímo na destičku, dlužníkem byla Královská pokladna. Tyto destičky zavedl Jindřich I. Anglický okolo roku 1100. Měly jimi být placeny daně a měly vyřešit nedostatek zlata. Destičky původně představovaly potvrzení o zaplacení daně. První polovinu si nechal výběrčí a druhou plátce. Postupně se z ní však stalo platidlo, které bylo v Anglii v oběhu 726 roků a zrušeno bylo až v roce 1826.

## Základní druhy směnky

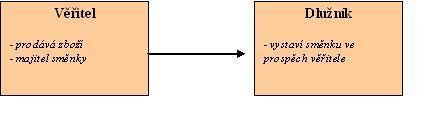
Směnka vlastní

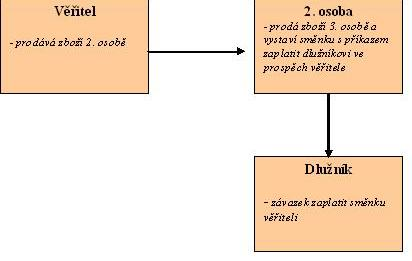
Směnka cizí

### Směnka vlastní
Tvořena na základně dvou směnečných účastníků – emitent (výstavce) a remitent (osoba, na jejíž řad nebo jméno je směnka vydána). Obsahuje bezpodmínečný platební slib („Zaplatím“).

### Směnka cizí (trata)
Tvořená minimálně třemi směnečnými účastníky – emitent (výstavce směnky), remitent (osoba, na jejíž řad nebo jméno je směnka vydána) a směnečník (osoba, jíž je přikázáno platit). Cizí směnka obsahuje bezpodmínečný platební rozkaz („Zaplaťte“). Směnečný závazek vzniká směnečníkovi až po akceptaci této směnky (postačí podpis na směnce). Výstavce směnky se staví do pozice nepřímého dlužníka, ručí za to, že bude směnka směnečníkem přijata (akceptována) a zaplacena. Své odpovědnosti za přijetí se může odvolat při použití doložky „Bez postihu za přijetí“ nebo jiné formulaci zbavující postavení nepřímého (regresivního dlužníka). Nemůže se však zbavit povinnosti za zaplacení akceptované směnky. V tomto ohledu musíme rozlišovat odpovědnost za přijetí a odpovědnost za zaplacení. Protestace směnky (pokud není vyloučena doložkou „bez protestu“, případně „bez postihu“) je v tomto případě nutná, neboť opomenutím zachovávacího úkonu znamená ztrátu práva na zaplacení dlužné částky vůči nepřímým dlužníkům. Z toho tedy plyne, že opomenutí postihu u neakceptované směnky má za následek ztrátu výkonu práva z této směnky.

## Účely
Směnka má dva základní účely, funkce: platební a zajišťovací.
V praxi tedy může sloužit jako:
- prostředek k získání eskontního nebo obchodního úvěru,
- prostředek placení (pro soluto)
- ručení (blankosměnka),
- nástroj placení (směnka pro solvendo),
- prostředek k získání hotovosti před dobou splatnosti.

### Platební funkce
Platební funkce znamená, že směnku lze použít jako platební prostředek. Majitel může směnku před okamžikem splatnosti prodat, aby tak získal peněžní prostředky. Směnka tedy v podstatě nahrazuje hotové peníze a umožňuje majiteli směnky ji proměnit v peníze.

### Zajišťovací funkce
Směnka může sloužit i jako zajištění peněžitého závazku a je možno ji uplatnit poté, co povinnost na základě původního peněžitého závazku nebyla splněna.

## Náležitosti
K tomu, aby byla směnka platná a umožnila tak jejímu majiteli uplatnění příslušných práv na uhrazení konkrétní finanční částky, musí obsahovat některé základní náležitosti:
- označení v textu, že jde o směnku (Označení za směnku má být pojato ve vlastním textu listiny. Nadpis „směnka“ na boku listiny nebude postačovat.)
- bezpodmínečný slib zaplatit určitou peněžitou sumu, v případě směnky VLASTNÍ
- bezpodmínečný příkaz zaplatit určitou peněžitou sumu, v případě směnky CIZÍ
- jméno toho, kdo má platit (směnečník / akceptant / příjemce), v případě směnky CIZÍ
- jména dalších ručitelů (aval, avalisté), v případě směnky VLASTNÍ
- údaj splatnosti:
  - na viděnou (při předložení) = vistasměnka
  - na určitý čas po viděné = časová vistasměnka
  - na určitý čas po vystavení směnky = dato směnka
  - na určitý den = směnka fixní
- údaj místa, kde má být placeno
- jméno toho, komu nebo na jehož řad má být placeno (remitent)
- datum a místo vystavení směnky (i jen město stačí)
- podpis výstavce (adresa není nutnou náležitostí, usnadní však dokazování, kdo je výstavcem – viz směnečný a šekový zákon)

Pro platnou směnku není vyžadován žádný tiskopis (při splnění požadovaných náležitostí platí i směnka na pivním tácku či na dveřích od stodoly) ani úřední ověření podpisů. Směnka může být napsána ručně nebo strojem. Také je možno (i když ne nutno) využít předtištěných tiskopisů, do kterých je nutno doplnit předepsané údaje.
Naopak k tomu, aby byla směnka označena za neplatnou, stačí opravdu málo. Například uvést jakoukoli informaci v jiném jazyce, než ve kterém je popsán zbytek směnky. Stačí třeba místo „pan Novák“ napsat „Mr. Novák“, nebo českou korunu popsat anglicky jako CZK, místo Kč. V české soudní praxi bychom skutečně našli příklady, kdy soud svým rozhodnutím tento výklad posvětil.

### Podpis
Pro platnost směnky není vyžadováno úřední ověření podpisů: Ověření podpisu – (Legalizace) provádí notáři, Česká pošta a některé obecní úřady. Není pravdou, že podpis na směnce nelze ověřit proto, že ověřující osobě (např. notáři nebo úřední osobě provádějící ověření na obecním úřadě) vznikne směnečný závazek.

### Další upřesnění
Další upřesňující informace na směnce (rodné číslo povinného, ručně napsané datum vedle podpisu) mohou sice pomoci, ale pokud by byly ve sporu s již uvedeným, byla by to pro povinného příležitost směnku rozporovat a pro soud důvod k jejímu zamítnutí (v krajním případě) pro zmatečnost.

## Splatnost
Splatnost směnky může být určena čtyřmi různými způsoby:
1. Na viděnou Pokud není na směnce uvedená splatnost, směnka se stává splatná na viděnou. V podstatě znamená, že dlužník je povinen platit, jakmile věřitel směnku předloží k placení. Nejedná se tedy o doslovné "na viděnou". Směnečný dlužník tak musí být připraven, že věřitel se může kdykoli rozhodnout předložit směnku k placení. Takto určená splatnost s sebou nese jistá specifika - může se určit úrok, den splatnosti je rovněž dnem platebním. Současně tento den je jediným prezentačním dnem. Směnka musí být prezentována do 1 kalendářního roku od data vystavení - jedná se o dispozitivní ustanovení, lhůtu je možné prodloužit (ale i zkrátit), musí být však na směnce vyznačeno.
2. Určitý čas po viděné Jedná se o případ např. "Za tuto směnku zaplatím za měsíc po viděné" - dle zákona směnečného a šekového se měsíc považuje 30 dní, tedy směnka se stává splatnou po 30 dnech od předložení k placení. Rovněž platí dispozitivní ustanovení, že směnka musí být předložena do 1 roku od data vystavení. Úročení směnečné sumy je možné, neboť jako u splatnosti "na viděnou" nemůžeme s naprostou přesností sdělit, kdy bude směnka předložená k placení.
3. V konkrétní den Konkrétním dnem se může určit např. "na sv. Václava roku 2017" - určuje konkrétní den v roce, "na Velký pátek 2018", "první neděli v dubnu 2019".
4. Pevně stanovené datum Např. 28.1.2017, 29.2.2016 atp.

Žádný jiný způsob určení splatnosti není přijatelný, a proto splatnost určená jiným způsobem má za následek neplatnost směnky. Nejčastějším důvodem špatně určené splatnosti je např. neexistující datum (29.2.2017), případně "za tuto směnku zaplaťte do 20.2.2017" - splatnost směnky musí připadnout na konkrétní den v roce, při použití "do" má směnka několik dnů splatnosti, což z ní činí směnku neplatnou.

### Den splatnosti
Určuje den, kdy směnečná pohledávka dospívá, přičemž splatnost může připadnout na pracovní i nepracovní den - např. "splatné první neděli v dubnu 2019".

### Den platební
Označuje den, kdy může být směnka poprvé předložena k placení. Samotná splatnost směnky ještě nemusí nutně znamenat, že je možné směnku předložit k placení! Ačkoliv není v zákoně směnečném a šekovém výslovně uvedeno, kdy může být směnka placena, vycházíme z obecného ustanovení o protestaci, z čehož vyvozujeme, že veškeré směnečné úkony je možné provádět pouze v pracovní den a to v době od 9 do 18 hodin.[zdroj?] Z toho důvodu nemusí den splatnosti odpovídat platebnímu dni.

### Prezentační dny
Patří sem den platební (eventuálně i den splatnosti, pokud splatnost připadne na pracovní den) a k tomu následující dva pracovní dny. V prezentační dny může být směnka předložena k placení, přičemž platí, že je zcela v moci věřitele, který z těchto tří dní vyzve dlužníka, aby zaplatil za směnku. Pokud tedy dlužník při první prezentaci směnky k placení odmítne s tím, že zaplatí jiný prezentační den, věřiteli se již aktivuje právo pro vykonání protestu pro neplacení. U směnky na viděnou platí, že má pouze jeden prezentační den - platební splývá v jeden s dnem splatnosti.

## Kvitance směnky
Kvitance směnky představuje jakési potvrzení pro dlužníka, které se vyznačí na směnce. Jde o potvrzení od věřitele, které jednoznačně utvrdí, že směnka byla již zaplacena. Obecně se pod kvitancí rozumí např. "Zaplacena dne 1.1.2011 {podpis majitele směnky}". Za nejvhodnější místo se považuje rub směnky, je možné ale vyznačení i na přívěsku, které se ovšem nedoporučuje - přívěsek se může oddělit od směnky. Také se může směnka skartovat, případně jinak znehodnotit. Směnečný dlužník je oprávněn vyplatit směnečnou sumu oproti vyznačení kvitance a vydání směnky.

## Úročení směnky
U směnky jako takové se obecně nepředpokládá, že bude úročena. Teprve doložkou o úroku je možné směnečnou jistinu úročit. Úrok je přípustný pouze u směnky, kde je stanovena splatnost na viděnou nebo na určitý čas po viděné. U takto určené splatnosti totiž nemůže výstavce ani věřitel přesně určit, kdy se směnka stane splatnou. Úrok se uvádí v procentech.
U směnky splatné v určitý den případně v určité datum není úročení možné. Při takto vystavené směnce totiž věřitel i výstavce přesně ví, kdy bude směnka splatná, a mohou tedy dopočítat úrok, který bude k směnečné sumě připočten a celkovou částku uvést jako směnečnou jistinu. Použití doložky o úroku nemá v tomto případě žádný efekt a stanovené úroky se nestanou součástí směnečné jistiny. Kromě toho se věřitel vystavuje riziku, že směnka bude v určitých případech neplatná (záleží na formulaci stanovení úroků) pro neurčitost směnečné částky.

## Výhody a nevýhody
Výhodou směnek je zejména to, že jsou nesporným závazkem, což znamená, že ten, kdo má v dispozici originální směnku a legitimuje se jako její oprávněný majitel, prokázal své právo na její zaplacení dostatečně; dlužník, který se hodlá své povinnosti směnku zaplatit bránit, pak musí své důvody obrany nejen tvrdit, ale i prokázat.
Nevýhodou směnek je to, že musí být vystavena se zákonem stanoveným obsahem a pokud některá z jejích podstatných náležitostí chybí, pak směnka není platná. Případné zfalšování směnky nemá, pokud již soud vydal směnečný platební rozkaz, který již nabyl právní moci, vliv na platnost směnky a dlužník je nucen falešnou směnku zaplatit.

## Indosament
Indosament (jinak též rubopis směnky) slouží k převodu směnky. Indosament je možný pouze u směnky na řad (implicitně každá). Pokud je ovšem na směnce doložka nikoli na řad, indosamentem ji převést nelze: omezená obchodovatelnost. Indosament se píše na rub (zadní stranu) směnky, kde indosant převádí práva ze směnky na indosatáře. Někdy se indosant označuje jako žirant a indosatář jako žiratář.
Indosament tvoří řadu dat, jmen a podpisů (indosantů a jejich avalistů) tak, jak šli v čase po sobě při postupování směnky na další držitele (indosatáře). Závazek zaplatit sice stále zůstává na původním povinném, ale každý, kdo směnku postoupil dále a je zapsán na rubu směnky, se tak sám vůči dalším držitelům stává ručitelem této směnky: ovšem pouze vůči následujícím držitelům, ne zpětně.

## Vyrovnání
Součástí směnky (vpředu) bývají také poznámky o postupných splátkách, ty tentokrát podepsané indosatářem (oprávněným) jako potvrzení o částečné úhradě: datum, částka, jméno, podpis. Hodnota směnky se může v čase pouze snižovat.
Protože je směnka jednostranný akt/papír, vymyká se podvojnosti účetního systému: na rozdíl od párovosti přijatých/vydaných faktur nebo stvrzenek, které se u obou stran uchovávají, se směnka po vyrovnání likviduje: např. spálením. Historicky pak může být jedinou připomínkou existence směnky pouze poznámka na pokladním dokladu nebo taková poznámka nemusí zbýt vůbec žádná: směnka se pak může stát zpětně nevysledovatelnou.

## Daně
Směnka může obsahovat úrok, stává se proto předmětem daně z příjmu. Určení daně však zůstává nejasné v situaci, kdy není určena počáteční hodnota (jistina), ale pouze konečná hodnota (povinnost), obzvláště není-li k dispozici ani žádná faktura s určením této hodnoty, ani pár stvrzenek (počáteční a koncové) o převzetí hotovosti a následném vyrovnání.